# Uniwersytet Nazarbajewa
Uniwersytet Nazarbajewa (kaz. Назарбаев университеті, ang. Nazarbayev University, ros. Назарбаев университет) – uniwersytet międzynarodowy w Astanie, stolicy Kazachstanu. Powstał w roku 2010 z inicjatywy ówczesnego przezydenta Nursułtana Nazarbajewa i został nazwany jego imieniem.

## Historia
W 2006 roku prezydent Kazachstanu Nursułtan Nazarbajew ogłosił stworzenie nowego uniwersytetu i został otwarty w 2010 roku jako flagowa instytucja państwa dla naukowców i badaczy. W 2015 roku otwarto: Narodowe Laboratorium Astany, Szkołę Medycyny i Uniwersyteckie Centrum Medyczne z trzema szptalam byłego Narodowego Medyczny Holdingu. W tym roku odbyła się też pierwsza ceremonia ukończenia studiów, których wziął udział Nursułtan Nazarbajew, ówczesny prezydent, który wręczał dyplomy studentom. W 2017 roku uniwersytet dołączył do Stowarzyszenia Uniwersytetów Azji (AUA). W 2019 roku w lutym zapowiedziano transformację uniwersytetu, w marcu otwarto Centrum Atletyczne, a w maju po raz piąty pożegnano kończących studia oraz ukończyli edukację pierwsi studenci medycyny.

## Galeria

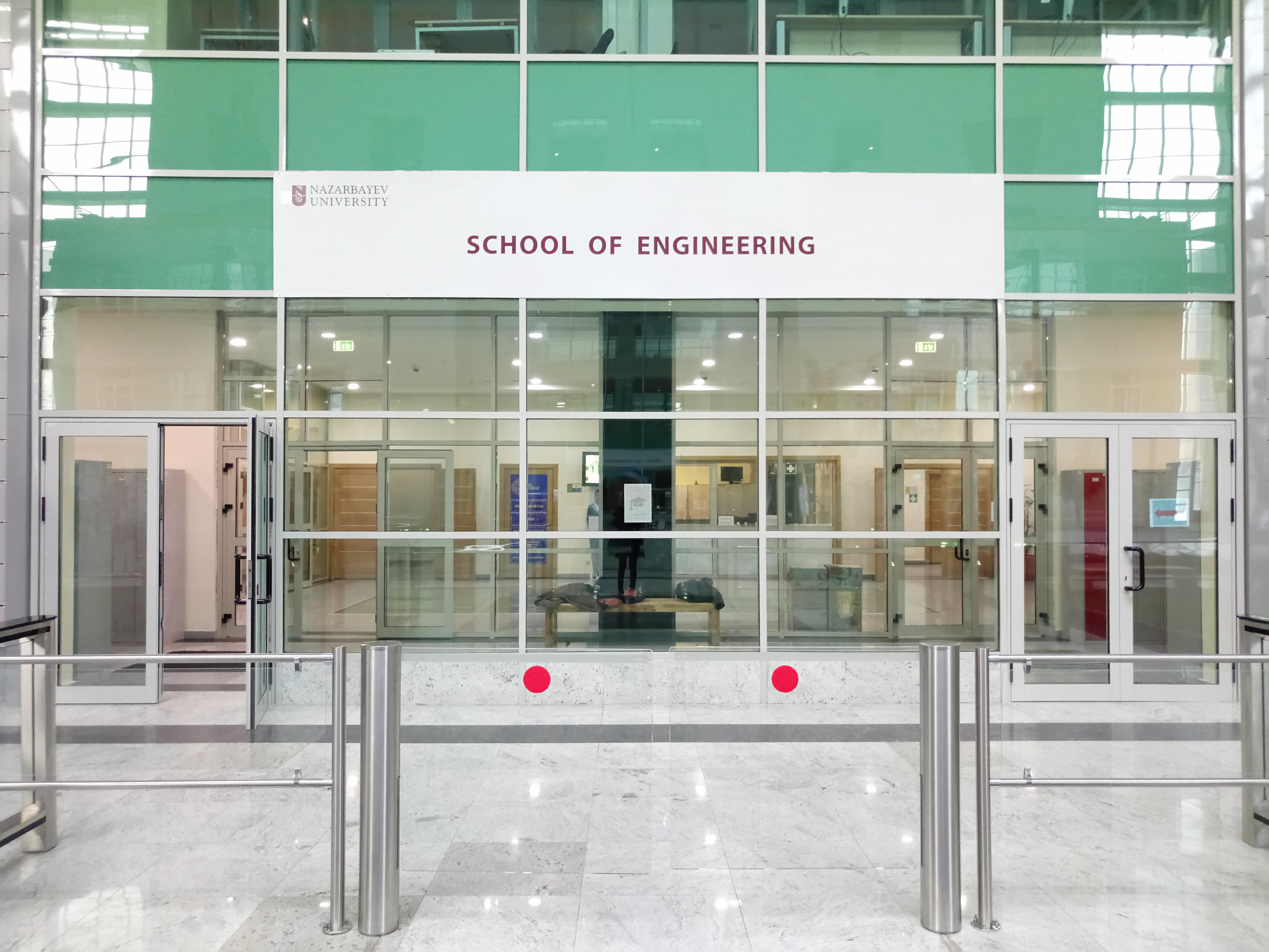
Wydział Inżynierii
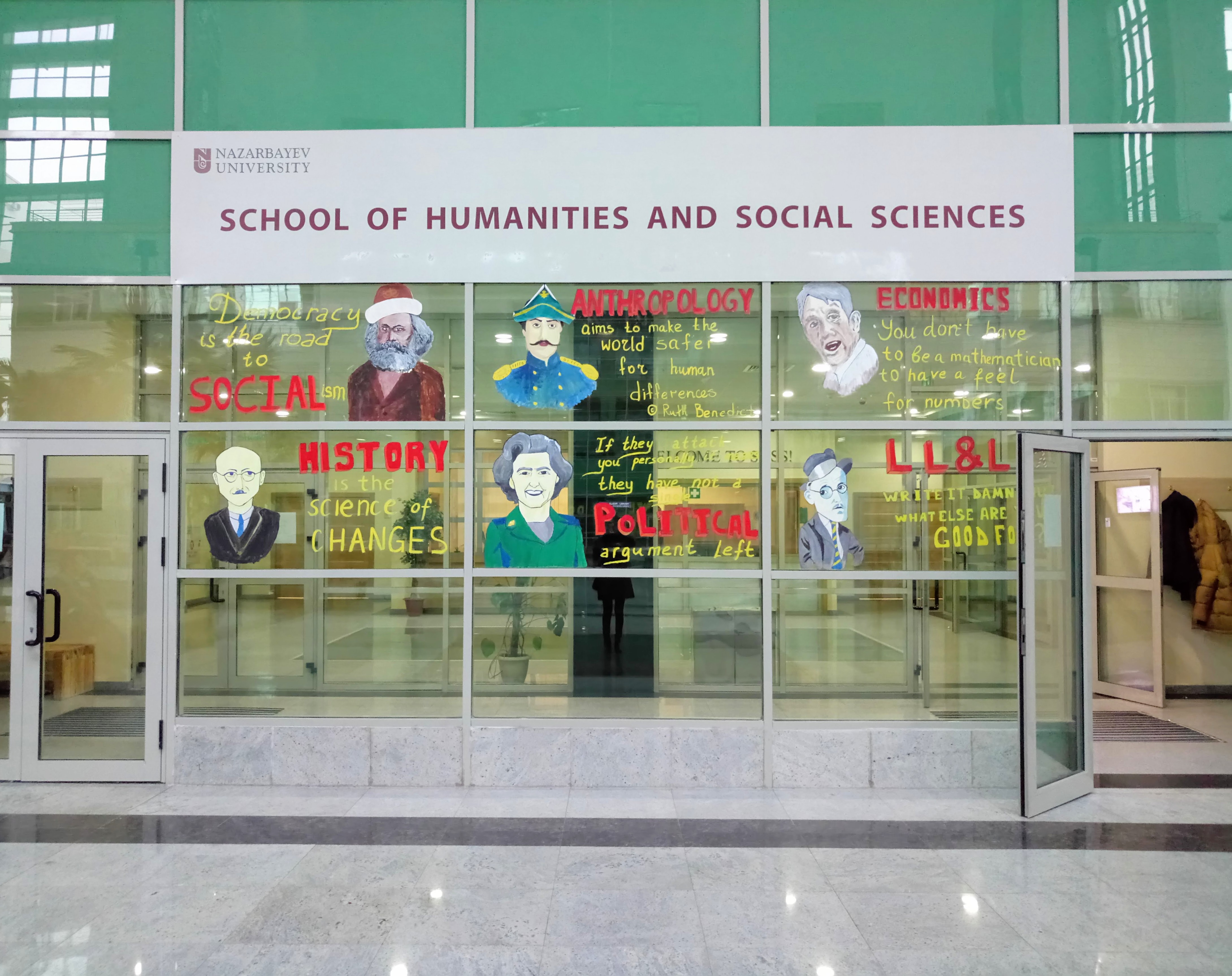
Wydział Nauk Humanistycznych i Społecznych
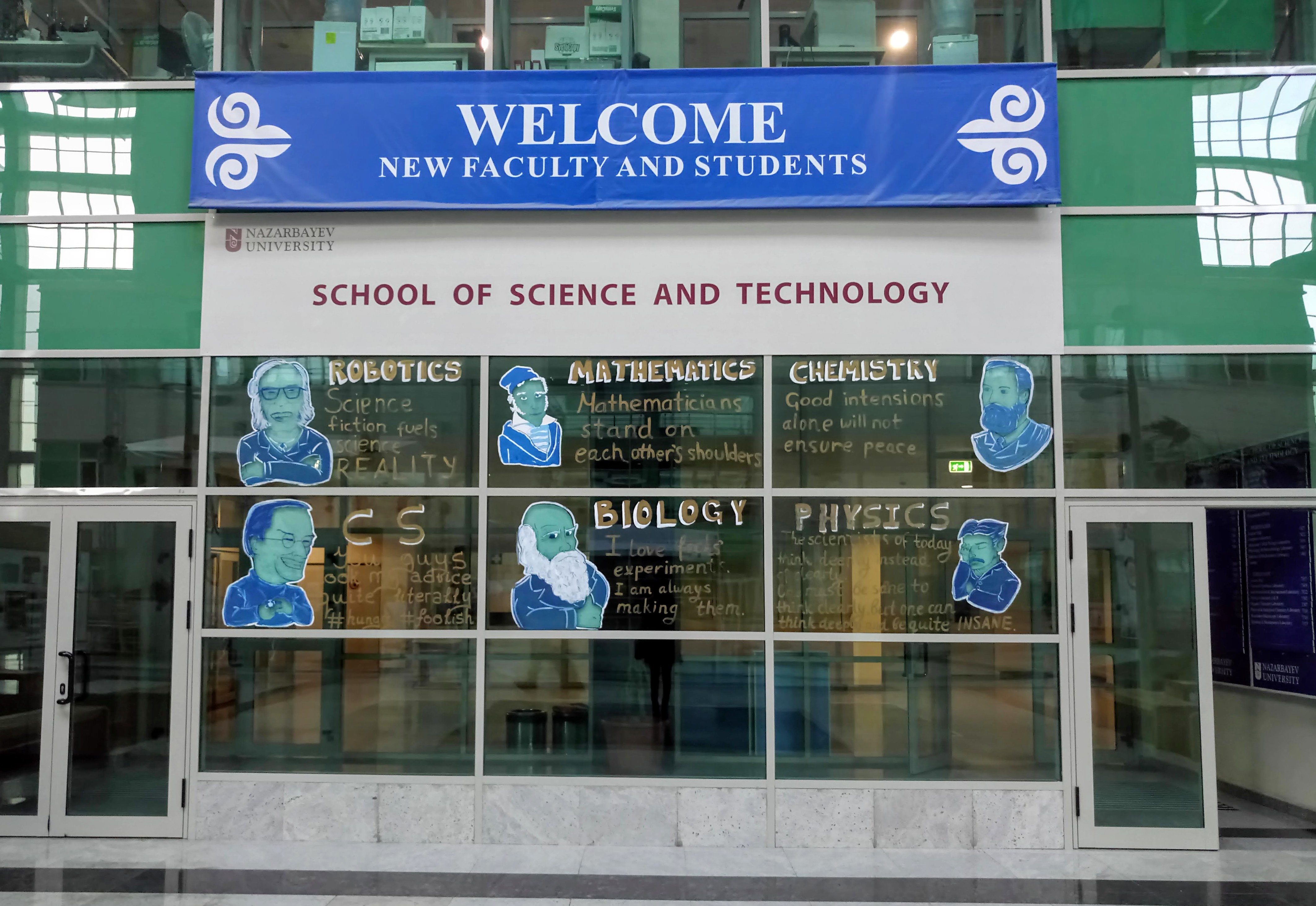
Wydział Nauk Przyrodniczych i Technologii
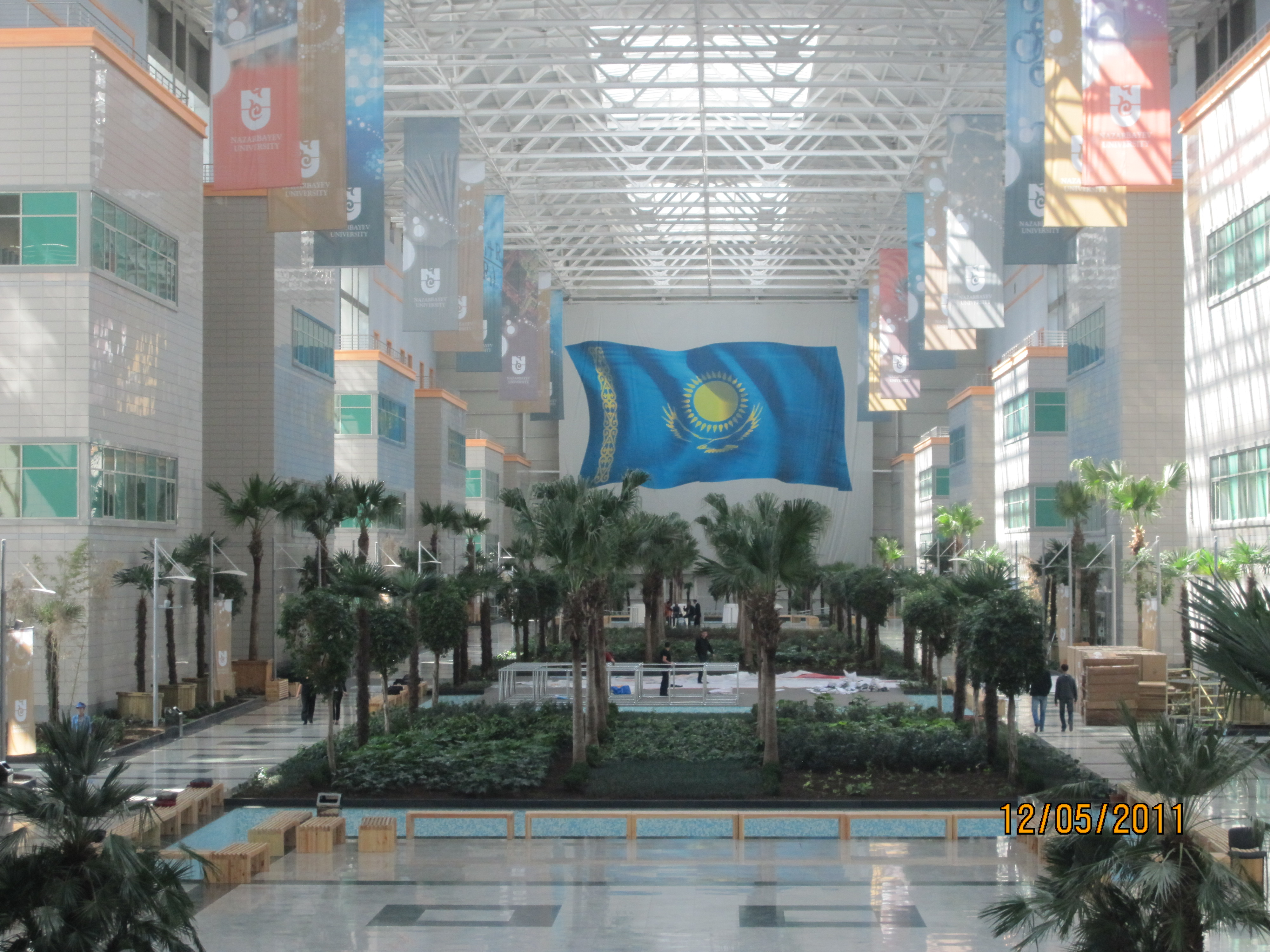
Wnętrze
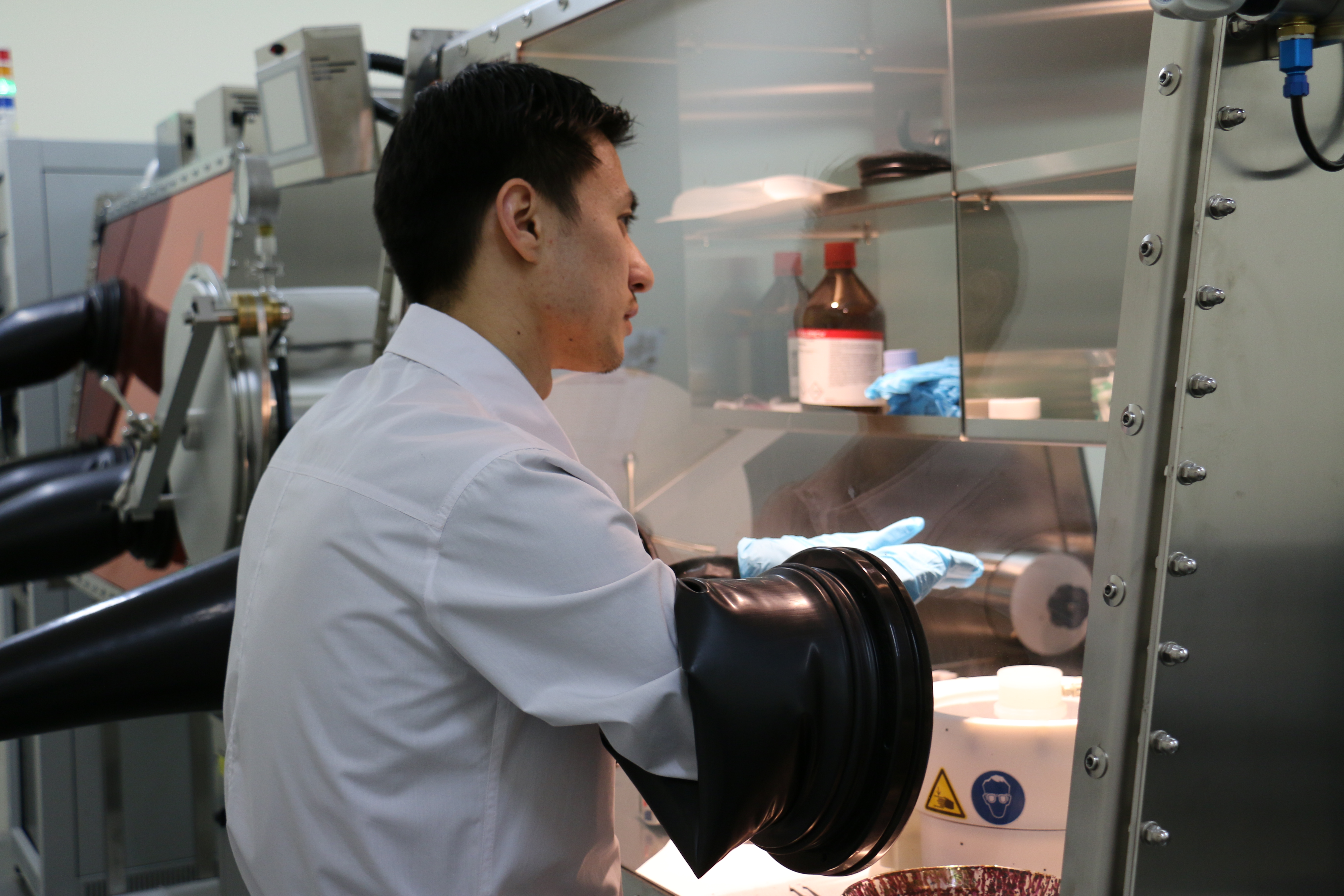
Laboratorium Energii Odnawialnych
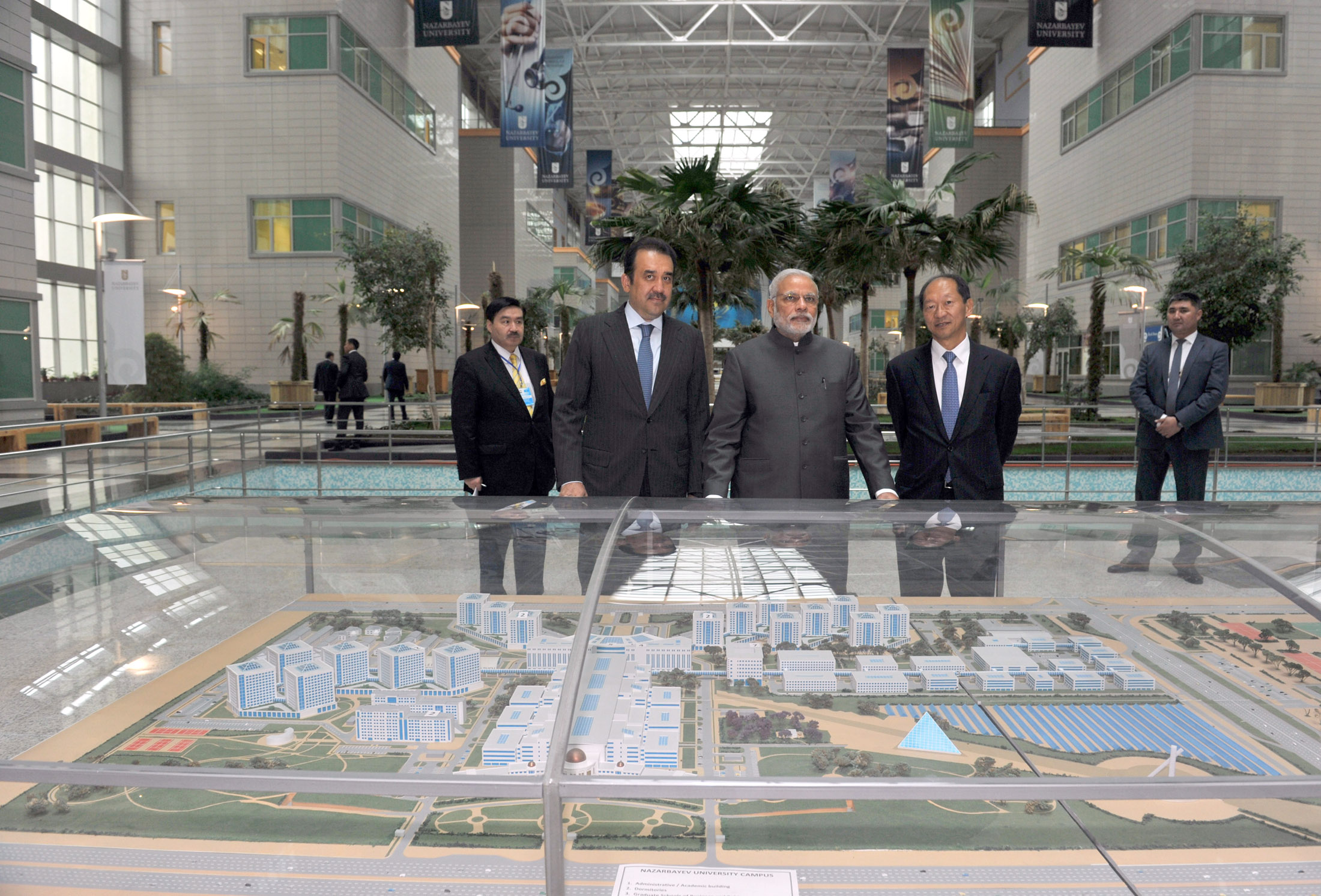
Wizyta premiera Indii, Narendra Modi w lipcu 2015
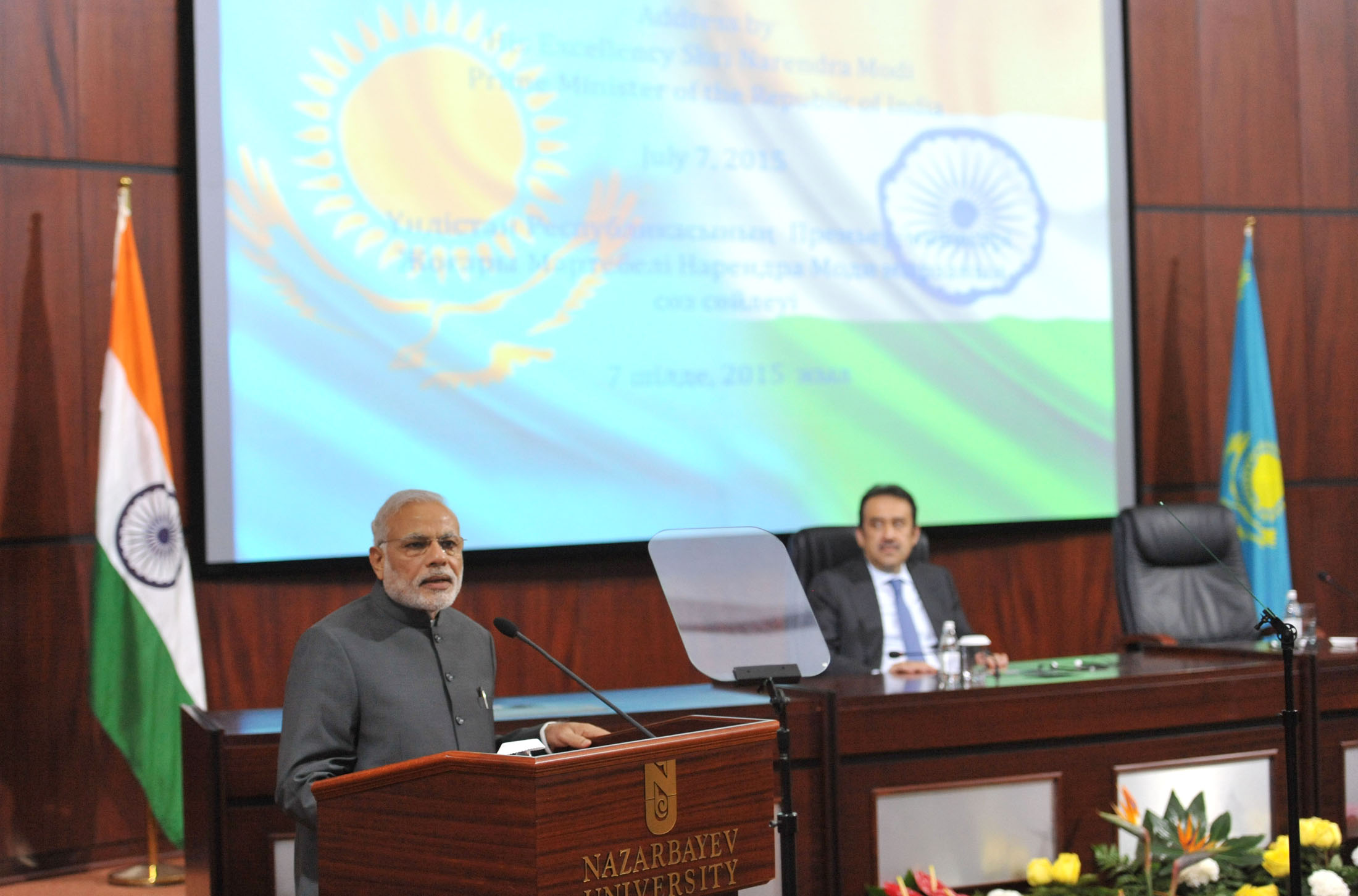
Wizyta premiera Indii, Narendra Modi w lipcu 2015